# 하프타임 쇼

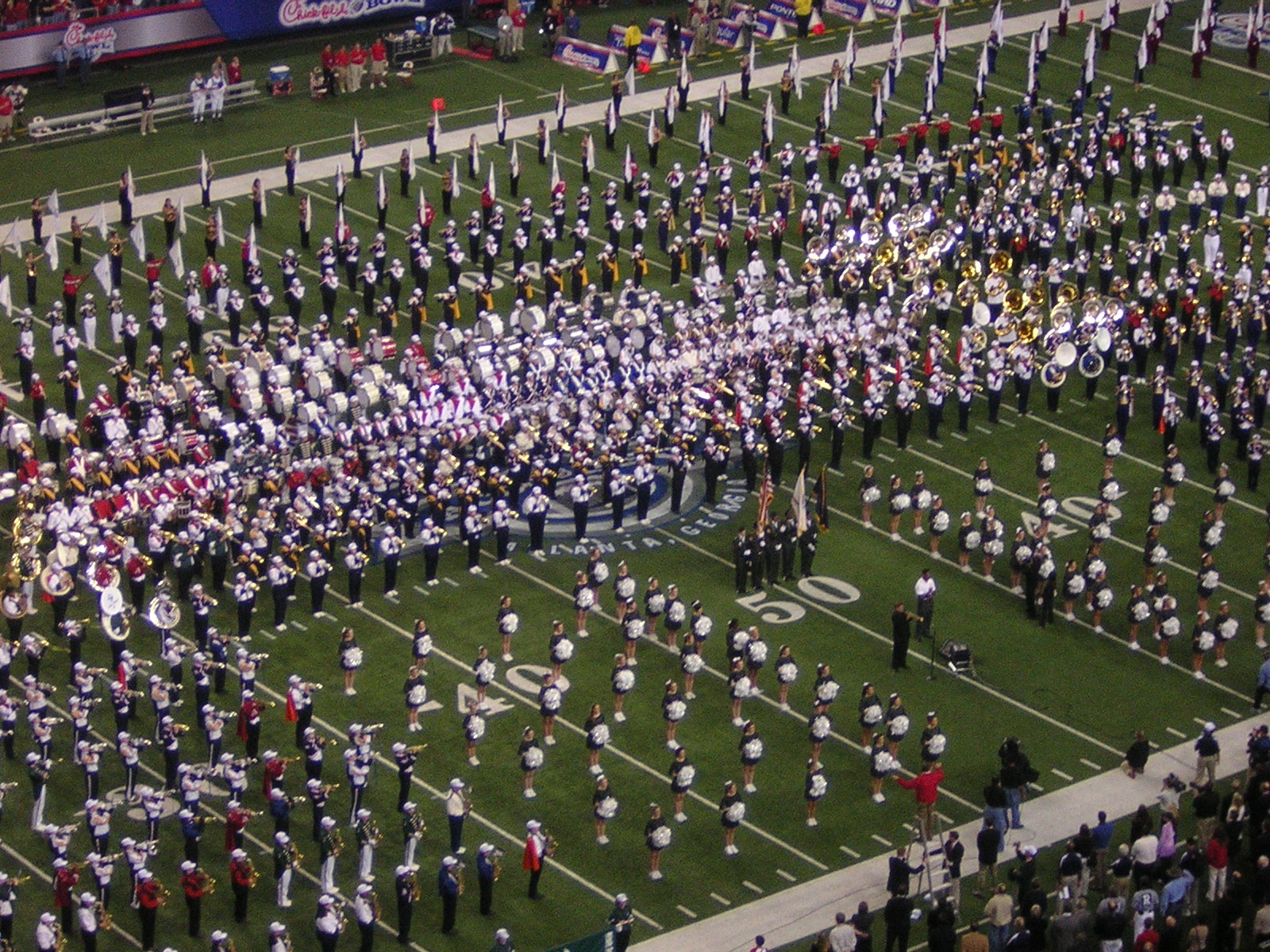
하프타임 쇼

하프타임 쇼(Halftime show)는 축구 경기 등 경기 시간이 전후반으로 구분되는 스포츠의 경기에서 전반 종료 후 휴식 시간 (하프타임)에 열리는 엔터테인먼트 쇼이다. 두 팀의 치어리더로 연기를 하는 것이 일반적이며, 학생 스포츠는 밴드의 연주를 한다. 프로 스포츠의 큰 경기에서는 저명한 가수가 공연을 하는 경우도 있다.